# GUADEC

Logo van GNOME.

De GNOME Users and Developers European Conference, (ook wel GUADEC of The GNOME Conference), is een jaarlijks gehouden conferentie op een steeds wisselende locatie in Europa waarbij de ontwikkeling van de grafische gebruikersomgeving GNOME centraal staat. GUADEC wordt medegeorganiseerd door de GNOME Foundation.
De eerste GUADEC werd in Parijs door Mathieu Lacage georganiseerd als een eenmalige bijeenkomst voor GNOME-ontwikkelaars.
Ongeveer 70 bezoekers waren daarbij aanwezig. 
Tegenwoordig wordt GUADEC door ruim 500 developers bezocht waarbij ook KDE-ontwikkelaars aanwezig zijn.

## Locaties
- 2000: Parijs, Frankrijk
- 2001: Kopenhagen, Denemarken
- 2002: Sevilla, Spanje
- 2003: Dublin, Ierland
- 2004: Kristiansand, Noorwegen
- 2005: Stuttgart, Duitsland
- 2006: Vilanova i la Geltrú, Spanje
- 2007: Birmingham, Engeland
- 2008: Istanboel, Turkije
- 2009: Gran Canaria, Canarische Eilanden
- 2010: Den Haag, Nederland
- 2011: Berlijn, Duitsland
- 2012: A Coruña, Spanje
- 2013: Brno, Tsjechië
- 2014: Straatsburg, Frankrijk
- 2015: Göteborg, Zweden
- 2016: Karlsruhe, Duitsland
- 2017: Manchester, Verenigd Koninkrijk
- 2018: Almería, Spanje
- 2019: Thessaloniki, Griekenland
- 2020: Alleen online
- 2021: Alleen online
- 2022: Guadalajara, Mexico en online
- 2023: Riga, Letland